# Douglas Booth
Douglas John Booth (Londres, 9 de juliol de 1992) és un actor i model anglès més conegut per haver interpretat a Boy George en la pel·lícula Worried About the Boy, a Pip en la miniserie Great Expectations i a Harry Villiers en la pel·lícula The Riot Club.

## Vida personal
El seu pare és anglès i la seva mare és espanyola/holandesa; té una germana anomenada Abi Booth. Va assistir al National Youth Music Theatre i al National Youth Theatre.

## Carrera
Douglas ha fet de model per a campanyes de Burberry, juntament d'Emma Watson i Lily Donaldson.
El 2006 va interpretar a Sagar en la pel·lícula independent Hunters of the Kahri.
En 2010 va interpretar a Boy George en la pel·lícula Worried About The Boy, la qual se centra en la vida del cantant Boy George. També va aparèixer de forma recurrent en la sèrie Els pilars de la Terra on va interpretar a Eustaqui als quinze anys.
El 2011 es va unir a l'elenc de la minisèrie Great Expectations on va interpretar a l'encantador Pip, al costat de Vanessa Kirby i Gillian Anderson. Aquest mateix any va aparèixer en la pel·lícula Christopher and His Kind on va interpretar a Heinz Neddermayer el primer interès romàntic de l'escriptor Christopher Isherwood (Matt Smith).
El 2012 va aparèixer en el remake estatunidenc de la pel·lícula LOL on interpreta al millor amic de Lola "LOL", protagonitzada per Miley Cyrus i Demi Moore.
El 2013 va aparèixer en la pel·lícula Romeo & Juliet on va donar vida a Romeu Montagú al costat de Holly Hunter, Ed Westwick i Kodi Smit-McPhee. També va aparèixer en la pel·lícula Geography of the Hapless Heart on va interpretar a Sean.
El 2014 va aparèixer en la pel·lícula Noah on va interpretar a Sem el fill de Noé (Russell Crowe) i de Naameh (Jennifer Connelly) i germà de Cam (Logan Lerman).
El març de 2014, va aparèixer com Shem en l'epopeia bíblica de Darren Aronofsky, Noé. Emma Watson va jugar a la dona del seu personatge; ella va conèixer a Booth mentre disparava una campanya de moda de Burberry el 2009: "Hi ha alguna cosa vella sobre Doug, que fins i tot en aquell moment sabia qui és ell. No se sent intimidat, no es retira i generalment sense por "
Aquest mateix any es va unir a l'elenc principal de la pel·lícula The Riot Club on va interpretar a Harry Villiers, un membre del grup.
Al novembre de 2017, Booth va protagonitzar la pel·lícula internacional Loving Vincent, com Armand Roulin, fill d'un amic de Vincent encarregat de lliurar una carta de Vincent al seu germà, fent-lo passar per diferents històries de Vincent i la seva mort.
Douglas Booth va actuar a la pel·lícula “Mary Shelley” / Regne unit, 2017/ Direcció: Haifaa Al-Mansour / Intérpretes: Elle Fanning, Douglas Booth, Bel Powley, Maisie Williams, Joanne Froggatt,Tom Sturridge, Stephen Dillane, Ben Hardy, Ciara Charteris, Hugh O’Conor,Dean Gregory, Gilbert Johnston, Jack Hickey, Sarah Lamesch, Michael Cloke. De la directora Haifaa al-Mansour, a qui Booth es va interessar després de veure el seu anterior projecte "Wadjda".

## Filmografia[13]

### Cinema
| Any  | Títol                          | Paper             | Notes             |
| ---- | ------------------------------ | ----------------- | ----------------- |
| 2006 | Hunters of the Kahri           | Sagar             |                   |
| 2009 | From Time to Time              | Sefton            |                   |
| 2010 | Worried About the Boy          | Boy George        | Telefilm          |
| 2011 | Christopher and His Kind       | Heinz Neddermayer | Telefilm          |
| 2012 | LOL                            | Kyle              |                   |
| 2012 | In Love with Dickens           | Hamm              | Documental        |
| 2013 | Romeo & Juliet                 | Romeu Montagú     |                   |
| 2014 | Geography of the Hapless Heart | Sean              | Segment: "London" |
| 2014 | Noah                           | Sem               |                   |
| 2014 | The Riot Club                  | Harry Villiers    |                   |
| 2015 | Jupiter Ascending              | Titus             |                   |

| 2015 | Jupiter Ascending                   | Titus Abrasax        |  |
| 2016 | Pride and Prejudice and Zombies     | Mr. Charles Bingley  |  |
| 2016 | El gólem de Limehouse               | Dan Leno             |  |
| 2017 | Loving Vincent                      | Armand Roulin        |  |
| 2017 | Mary Shelley                        | Percy Bysshe Shelley |  |
| 2019 | The Dirt                            | Nikki Sixx           |  |
| 2020 | Somnis d'una escriptora a Nova York | Don                  |  |
| 2022 | Unwelcome                           | Jamie                |  |

### Televisió
| Any  | Títol                    | Paper               | Notes                 |
| ---- | ------------------------ | ------------------- | --------------------- |
| 2010 | Els pilars de la Terra   | Príncep Eustaqui    | 8 episodis            |
| 2011 | Christopher and His Kind | Heinz Neddermayer   | Television film       |
| 2011 | Great Expectations       | Philip "Pip" Pirrip | Minisèrie, 3 episodis |
| 2012 | In Love with Dickens     | Ham Peggotty        | Television film       |
| 2015 | I ja no en quedà cap     | Anthony Marston     | Miniseries            |

### Audiobooks
| Year | Title                        | Role        | Notes |
| ---- | ---------------------------- | ----------- | ----- |
| 2017 | Northanger Abbey             | John Thorpe |       |
| 2017 | Scarlet City Part I, II, III | Jonah       |       |

### Teatre
| Any | Títol              | Paper         | Notes |
| --- | ------------------ | ------------- | ----- |
|     | Rebellion          | Jack Cade     |       |
|     | Orgull i prejudici | Mr. Bingley   |       |
|     | Headstrong         | William Isaac |       |